# 대결 노래가 좋다
대결 노래가 좋다는 2008년 3월 30일부터 2009년 10월 15일까지 방송되었던 예능 프로그램이다.

## 4대 천왕
2009년 7월 9일부터 4대 천왕 제도를 도입하였으며, 2009년 8월 27일부터 아래와 같이 변경되었다.
- 실성 김나영
- 육성 김미려
- 감성 이현
- 숙성 홍경민

## 4대 천왕제 도입 후 역대 우승자
- 제 1대 : 김재욱
- 제 2대 : 2AM (이창민, 정진운)
- 제 3대 : 별
- 제 4대 : 소녀시대 수영
- 제 5대 : BMK
- 제 6대 : 8eight
- 제 7대 : 박혜경
- 제 8대 : 브라운 아이드 걸스 (미료, 제아)
- 제 9대 : 유민상, 박휘순
- 제 10대 : 티아라 (소연, 효민)
- 제 11대 : 유채영

## 구성
- 제 1장 : 도전! 클라이맥스

5명의 도전자들이 4대 천왕이 부르는 노래 부분을 클라이맥스 부분을 음정이탈 없이 잘 소화해내면 되며, 4대 천왕에게
선택받은 4명이 다음 단계에 진출한다.
- 제 2장 : 넘어라! 4대 천왕의 벽!

도전자와 4대 천왕이 번갈아 가면서 노래를 부르는 형식으로, 노래가사 빈 칸의 2개의 보기 중(정답/오답) 중
정답 노래 가사를 불러야 한다. 최후의 1명이 먼저 결승에 진출한다.
- 패자부활전 : 미션 메들리 노래방

가사에 표시되는 틀린 단어를 알맞게 부르면 된다. 1번 틀리면 경고, 2번 틀리면 탈락하게 된다.
최후의 1인이 결승에 진출하게 된다.
- 최종결승전 : 노래의 제왕

가수와 연도가 적혀있는 9개의 판에서 도전자가 선택해서 노래를 부르면 된다. 1명씩 번갈아 가면서 도전하며,
끝까지 남는 사람이 우승자로 등극한다.